# Anaplecta saussurei
Anaplecta saussurei är en kackerlacksart som beskrevs av Morgan Hebard 1921. Anaplecta saussurei ingår i släktet Anaplecta och familjen småkackerlackor. Inga underarter finns listade i Catalogue of Life.